# Alastuey
Alastuey (aragonesisch Alastuei) ist ein spanischer Ort im Pyrenäenvorland in der Provinz Huesca der Autonomen Gemeinschaft Aragonien. Alastuey ist ein Ortsteil der Gemeinde Bailo. Der Ort auf 826 Meter Höhe hatte im Jahr 2015 22 Einwohner.

## Geschichte
Der Ort wurde im Jahr 1090 erstmals urkundlich erwähnt.

## Sehenswürdigkeiten
- Romanische Pfarrkirche San Miguel Arcángel (dem Erzengel Michael geweiht), erbaut im 12. Jahrhundert